# Bob Ducsay
Bob Ducsay ist ein US-amerikanischer Filmeditor und Filmproduzent.

## Leben
Ducsay ist seit Ende der 1980er Jahre als Filmeditor tätig. Sein Schaffen umfasst mehr als 30 Produktionen. Regisseure, mit denen er mehrmals zusammenarbeitete, sind Stephen Sommers und Rian Johnson. Für seine Arbeit an Looper war er 2013 für den Saturn Award für den besten Schnitt nominiert. Für Star Wars: Die letzten Jedi erhielt er 2018 die Auszeichnung.
An Die Mumie kehrt zurück (2001) war er als Executive Producer beteiligt, Van Helsing aus dem Jahr 2004 war sein erster Film als Produzent. Weitere Produktionen folgten, darunter Godzilla (2014), den er ko-produzierte. Bei Die schrillen Vier in Las Vegas (1997) war er an der Entwicklung des Drehbuchs beteiligt.

## Filmografie (Auswahl)
Schnitt
- 1989: Heart Power (Catch Me If You Can)
- 1989: Tödlicher Charme (Fatal Charme)
- 1991: S.E.A.L.S. (The Finest Hour)
- 1992: Anklage: Abgetrieben (Silent Victim)
- 1993: Die Abenteuer von Huck Finn (The Adventures of Huck Finn)
- 1994: Love and a .45
- 1994: Das Dschungelbuch (Rudyard Kipling’s The Jungle Book)
- 1996: Star Kid
- 1996: Tremors 2 – Die Rückkehr der Raketenwürmer (Tremors II – Aftershocks)
- 1998: Octalus – Der Tod aus der Tiefe (Octalus)
- 1999: Die Mumie (The Mummy)
- 2001: Die Mumie kehrt zurück (The Mummy returns)
- 2001: Impostor
- 2004: Van Helsing
- 2008: Die Mumie: Das Grabmal des Drachenkaisers (The Mummy: Tomb of the Dragon Emperor)
- 2009: G.I. Joe – Geheimauftrag Cobra (G.I. Joe: The Rise of Cobra)
- 2011: Der letzte Tempelritter (Season of the Witch)
- 2012: Looper
- 2013: Jack and the Giants
- 2014: Godzilla
- 2015: San Andreas
- 2016: Teenage Mutant Ninja Turtles: Out of the Shadows
- 2017: Star Wars: Die letzten Jedi (Star Wars: The Last Jedi)
- 2018: Rampage – Big Meets Bigger (Rampage)
- 2019: Godzilla II: King of the Monsters
- 2019: Knives Out – Mord ist Familiensache (Knives Out)
- 2021: Space Jam: A New Legacy
- 2022: Glass Onion: A Knives Out Mystery
- 2024: Atlas

Produktion
- 2004: Van Helsing
- 2008: Die Mumie: Das Grabmal des Drachenkaisers (The Mummy: Tomb of the Dragon Emperor)
- 2009: G.I. Joe – Geheimauftrag Cobra (G.I. Joe: The Rise of Cobra)